# Tillandsia 'Royale'
Tillandsia 'Royale' es un cultivar híbrido del género Tillandsia perteneciente a la familia Bromeliaceae.
Es un híbrido creado con las especies Tillandsia balbisiana × Tillandsia velutina.